# إيران في بطولة العالم لألعاب القوى 2015
تنافست إيران في بطولة العالم لألعاب القوى 2015 في بكين، الصين، من 22 إلى 30 أغسطس 2015.